# Metal Gear (série de jeux vidéo)
Cet article concerne la série de jeux vidéo Metal Gear. Pour le premier jeu de la série, voir Metal Gear (jeu vidéo). Pour la machine, voir Metal Gear (arme).
 (mars 2017).
Metal Gear est une série de jeux vidéo développée et éditée par Konami sous la direction du créateur Hideo Kojima, apparue en 1987 avec Metal Gear. La série, qui a lancé le genre infiltration, est reconnue internationalement par la critique et la communauté de joueurs et compte plus de 60 millions de jeux vendus.
C'est une œuvre uchronique du genre techno-thriller. L'intrigue tourne autour d'une arme de destruction massive, le Metal Gear. Les jeux suivent le plus souvent les opérations d'un soldat d'élite (Solid Snake, Naked Snake ou Raiden) qui doit s'infiltrer en terrain ennemi pour contrer une menace terroriste, en usant de sa discrétion et de ses réflexes, et dont la finalité est de détruire Metal Gear, un char bipède avec une capacité de frappe nucléaire. La série est considérée comme l'une des plus matures qui soit de par les sujets qu'elle aborde, et affiche un message ouvertement pacifiste, anti-militariste et anti-nucléaire.
L'univers de la série oscille entre réalisme et science-fiction et, bien que comportant des éléments rationnels et très étudiés par les développeurs, l'univers présente aussi des éléments plus fantasques et humoristiques. Les personnages sont généralement des individus peu communs, ne vivant que pour la guerre et ayant une constitution physique hors norme, mais cela n'empêche pas le jeu d'être très profond, en particulier dans le traitement des thèmes abordés (politique, hautes technologies, relations humaines). La série est également reconnue pour sa dimension cinématographique très marquée. En féru de cinéma, Hideo Kojima aime aussi parsemer ses jeux de références diverses.

## Genèse de la série

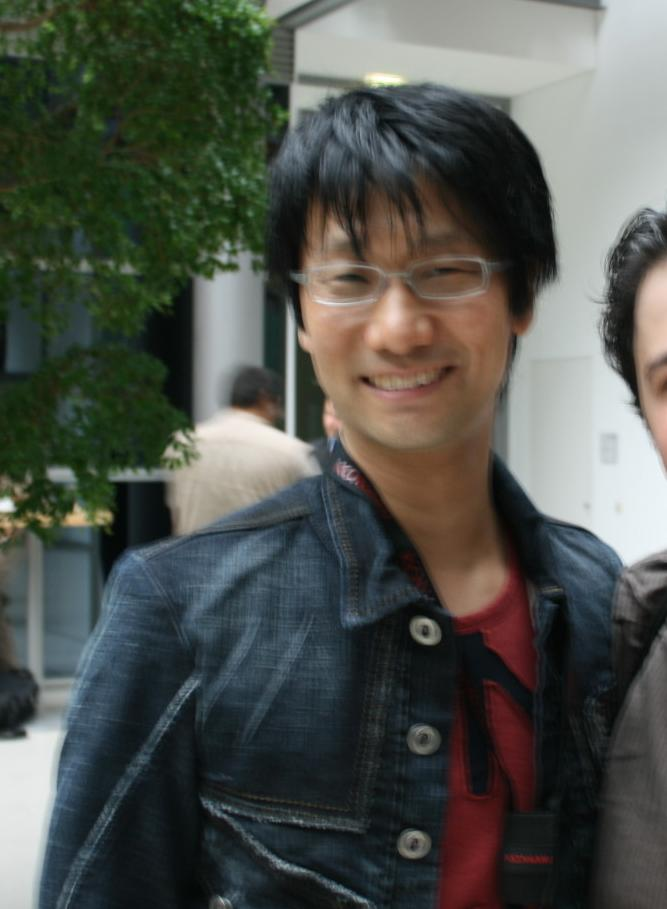
Le concepteur et producteur Hideo Kojima.

L'idée de la série vient à Kojima en 1987, un an après son arrivée au sein de Konami. L'idée de départ du développeur était que le jeune game designer crée un jeu d'action en contexte militaire assez musclé pour le MSX 2. Or la machine n'a pas les capacités techniques pour afficher plus de trois soldats à l'écran, avec les trajectoires de balles. Kojima résout donc le problème en décidant que le joueur ne devait plus affronter les ennemis mais les contourner en évitant de se faire repérer sous peine de se retrouver avec des ennemis en surnombre et beaucoup mieux armés, d'où l'introduction de la notion de furtivité. Cette idée lui est venue des parties de cache-cache de son enfance, mais aussi du film La Grande Evasion de John Sturges. Il ajoute ensuite la composante d'infiltration dans le jeu : plutôt que de s'évader d'une base militaire, le joueur va devoir y pénétrer ; là encore, l'inspiration lui vient du cinéma par la série de films de James Bond, dont il est un grand amateur. Les autres composantes du jeu (le joueur sans armes au début du jeu, le monde ouvert et non linéaire) s'ajoutent au fur et à mesure.
Pour ce qui est du scénario, Kojima utilise la culture de son pays, le Japon, encore traumatisé par la force atomique, et développe donc l'ennemi autour de cette peur de la bombe nucléaire. Ainsi apparait le Metal Gear, un tank bipède capable de lancer un missile nucléaire vers n'importe quelle cible sur le globe.

## Liste des jeux
- Metal Gear sort en 1987 sur MSX 2 et sur NES, et en 1990 sur Commodore 64 et DOS. Il est entièrement jouable en version française dans Metal Gear Solid 3: Subsistence sur PlayStation 2. Cet opus emblématique fit connaître l'un des héros les plus appréciés de l'univers ludique, Solid Snake, auquel son créateur est resté (presque) toujours fidèle. Metal Gear est considéré comme le premier jeu basé sur l'infiltration.
- Metal Gear: Snake's Revenge sort en 1990 sur NES. Kojima n'eut aucun lien avec ce titre, prévu comme la suite de Metal Gear en Amérique. Aujourd'hui, ce titre est écarté de l'histoire officielle de la série.
- Metal Gear 2: Solid Snake sort la même année sur MSX 2 (seulement au Japon). Entièrement jouable en version française dans Metal Gear Solid 3: Subsistence sur PlayStation 2.
- Metal Gear Solid sort en 1998 sur PlayStation. Il est réédité en 2004 sur GameCube sous le nom de Metal Gear Solid: The Twin Snakes. Il ressort dans Metal Gear Solid: Integral en 1999, et en 2008 sur le PlayStation Store ainsi qu'aux États-Unis dans Metal Gear Solid: The Essential Collection sur PlayStation 2. C'est le premier épisode à avoir été distribué à l'international et le premier à avoir été réalisé en 3D. Son succès commercial fait connaître le jeu d'infiltration à un large public. Son créateur, Hideo Kojima, propose une aventure à la mise en scène cinématographique, avec une histoire complexe et des personnages fouillés.
- Metal Gear Solid: Integral, pour le PC et PlayStation. Il comprend des « Missions spéciales », sur PC un mode « very easy » et un mode « first-person ».
- Metal Gear Solid : Missions spéciales est un disque additionnel sorti en 1999 sur PlayStation.
- Metal Gear Solid: Ghost Babel, connu sous le nom de Metal Gear Solid en Amérique et en Europe, sort en 2000 sur Game Boy Color. Il s'agit d'une sorte de hors-série, le scénario développé dans cet opus n'est pas lié à la saga principale.
- Metal Gear Solid 2: Sons of Liberty sorti en 2001 sur PlayStation 2. Réédité en 2002 sur Xbox, PlayStation 2 et Windows sous le nom de Metal Gear Solid 2: Substance. Ressorti en 2008 dans Metal Gear Solid: The Essential Collection sur PlayStation 2. Pour la première fois dans la série, le joueur peut contrôler un autre personnage que Solid Snake. Le jeu se distingue par ses innovations de gameplay, sa réalisation cinématographique et une histoire complexe aux élans psychologiques et philosophiques.
- Metal Gear Solid: The Twin Snakes est sorti en 2004 sur GameCube. Il s'agit d'un « remake » de Metal Gear Solid qui reprend le moteur graphique et les innovations de gameplay apportés par Metal Gear Solid 2: Sons of Liberty.
- Metal Gear Solid 3: Snake Eater est sorti en 2004 sur PlayStation 2. Il ressortit en 2008 dans Metal Gear Solid: The Essential Collection également sur PlayStation 2, et en version 3D en 2012 sur Nintendo 3DS. En plus de l'aspect infiltration, il intègre un aspect novateur : la survie en milieu hostile. Contrairement à ce que le titre pourrait faire penser, le joueur n'incarne pas Solid Snake mais son « géniteur » : Big Boss.
- Metal Gear Solid 3: Subsistence est sorti fin 2005 sur PlayStation 2. Il comporte le jeu Metal Gear Solid 3 avec un système de caméra à la troisième personne (celui de Metal Gear Solid 4: Guns of the Patriots), un mode de jeu en ligne (dont les serveurs sont désormais fermés, Metal Gear Online étant le remplaçant), les deux premiers opus sortis sur MSX 2 : Metal Gear et Metal Gear 2: Solid Snake ainsi que divers autres bonus.
- Metal Gear Acid est sorti en 2005 sur la PlayStation Portable. Il offre un gameplay différent, étant un « card-base RPG » qui teste la stratégie du joueur plus que son habileté. À l'instar de Metal Gear Solid: Ghost Babel, il s'agit d'un épisode à part dans la saga.
- Metal Gear Acid 2 est sorti fin 2005 sur PSP. Toujours sur le même principe que l'opus précédent, il a la particularité de proposer des graphismes en cel-shading.
- Metal Gear Solid: Portable Ops (2006, PlayStation Portable). Réédité en 2008 sur PlayStation Portable sous le nom de Metal Gear Solid: Portable Ops Plus. Son histoire se déroule dans la continuité de Metal Gear Solid 3: Snake Eater et le joueur y incarne une nouvelle fois Big Boss. Un mode de jeu en ligne est proposé grâce au Wi-Fi de la console.
- Metal Gear Solid Mobile, développé par Ideaworks Game Studio, est sorti en 2008 sur N-Gage. Le récit prend place entre Metal Gear Solid et Metal Gear Solid 2: Sons of Liberty.
- Metal Gear Solid 4: Guns of the Patriots est sorti en 2008 sur PlayStation 3. Le récit fait suite à MGS2 et parachève l'histoire de Solid Snake.
- Metal Gear Solid Touch, jeu exclusif à l'iPhone et à l'iPod touch se déroulant dans l'univers de MGS4, sorti en 2009.
- Metal Gear Solid: Peace Walker, annoncé le 2 juin 2010, lors de la conférence de Sony pendant l'E3 2009, sorti finalement le 17 juin 2010. Il fait suite à MGS3 et MGS: Portable Ops. Pour l'événement de sortie, Kojima, Yoji Shinkawa et plusieurs autres membres de la Kojima Productions se sont rendus à la Fnac de Saint-Lazare à Paris pour une séance de dédicaces. Par la même occasion, des dessins originels de Shinkawa sur MGS étaient exposés dans la salle de dédicace aux yeux des fans.
- Metal Gear Rising: Revengeance, anciennement appelé Metal Gear Solid: Rising, annoncé le 1er juin 2009, lors de la conférence de Microsoft pendant l'E3 2009, sorti finalement le 19 février 2013 sur Xbox 360 et PlayStation 3. Une version Windows sort le 9 janvier 2014. Il a pour personnage principal Raiden.
- Metal Gear Arcade, annoncé pour août 2010, sorti en décembre 2010[2],[3].
- Metal Gear Solid V: Ground Zeroes, sorti le 18 mars 2014 aux États-Unis et le 20 mars 2014 pour l'Europe. Il met en scène Big Boss et se déroule en 1975, chronologiquement après Metal Gear Solid: Peace Walker.
- Metal Gear Solid V: The Phantom Pain, sorti le 1er septembre 2015. Il met en scène Venom Snake et se déroule neuf ans après Metal Gear Solid V: Ground Zeroes. Pour l'occasion un Pop Up Store et un Pop Up Cafe sont organisés dans un lieu historique, à la Crémerie de Paris, Hôtel de Villeroy Bourbon[4].Crémerie de Paris No 1, No 3 et Portail de l'Hôtel de Villeroy Bourbon le 26 aout 2015 lors du lancement du jeu vidéo Metal Gear par Brainwash pour le groupe japonais Konami

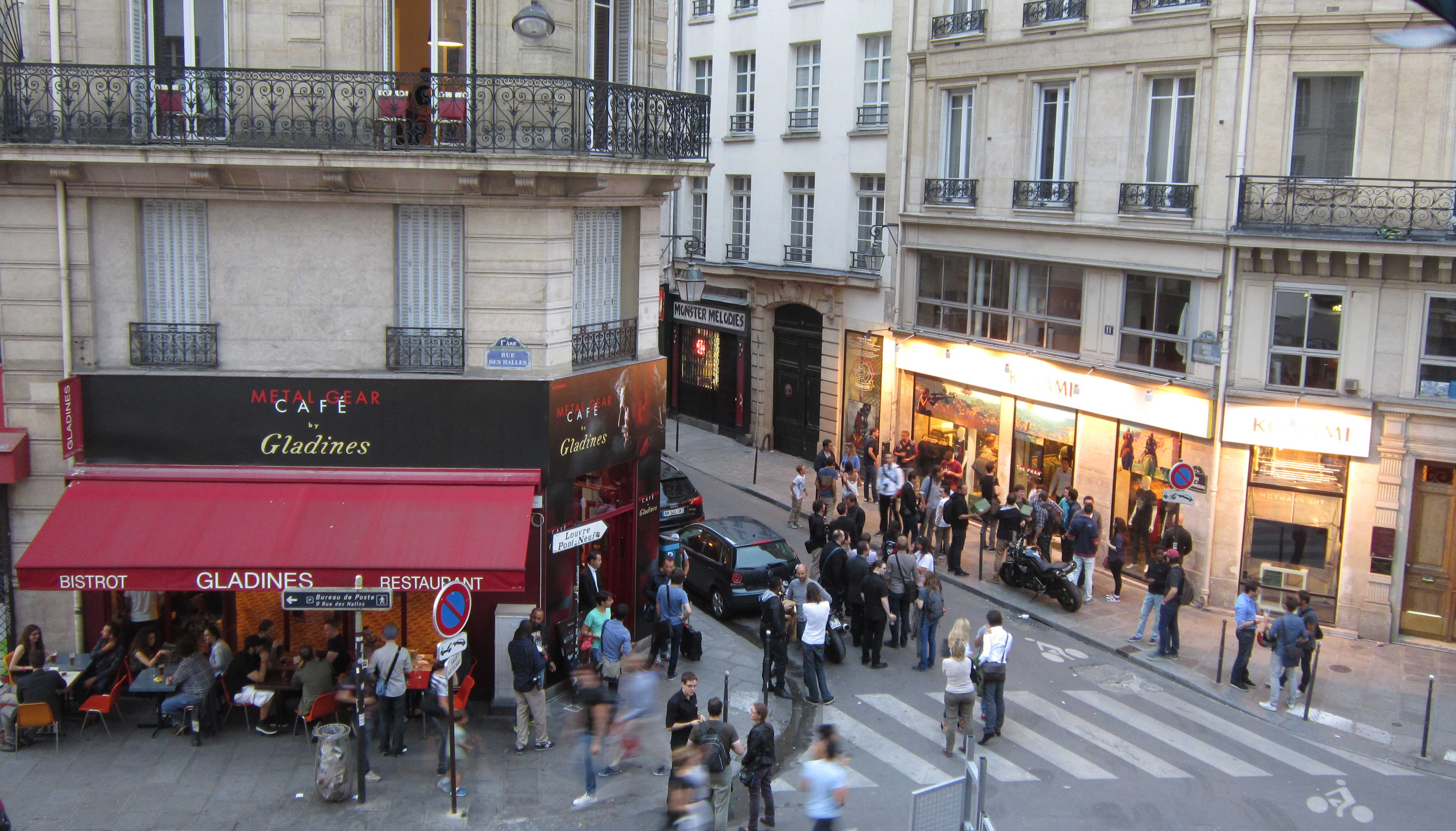
Crémerie de Paris No 1, No 3 et Portail de l'Hôtel de Villeroy Bourbon le 26 aout 2015 lors du lancement du jeu vidéo Metal Gear par Brainwash pour le groupe japonais Konami

- Metal Gear Survive, sorti le 20 février 2018 aux États-Unis et le 22 février 2018 pour l'Europe. Il s'agit du second jeu de la série Metal Gear à être développé sans Hideo Kojima, le premier étant Snake's Revenge.

## Chronologie des épisodes

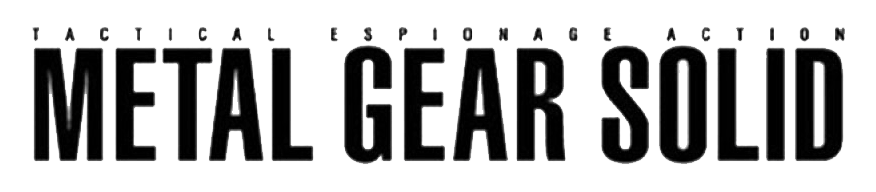
Logo de la série Metal Gear Solid.

- Metal Gear Solid 3: Snake Eater se déroulant en 1964.
- Metal Gear Solid: Peace Walker se déroulant en 1974.
- Metal Gear Solid V: Ground Zeroes se déroulant en 1975.
- Metal Gear Solid V: The Phantom Pain se déroulant en 1984.
- Metal Gear se déroulant en 1995.
- Metal Gear 2: Solid Snake se déroulant en 1999.
- Metal Gear Solid et son remake Metal Gear Solid: The Twin Snakes se déroulant en 2005.
- Metal Gear Solid 2: Sons of Liberty : une partie se déroulant en 2007 et une autre en 2009.
- Metal Gear Solid 4: Guns of the Patriots se déroulant en 2014.

### Épisodes retirés de la chronologie
- Metal Gear Solid: Portable Ops se déroulant en 1970.
- Metal Gear: Snake's Revenge se déroulant en 1998.
- Metal Gear Solid: Ghost Babel se déroulant en 2002.
- Metal Gear Solid Touch se déroulant en 2014, durant les événements de Metal Gear Solid 4: Guns of the Patriots.
- Metal Gear Acid et Metal Gear Acid 2 sont censés débuter en 2016 mais se déroulent en fait dans un univers parallèle à celui des autres Metal Gear et ne peuvent donc pas être intégrés dans la chronologie de la série.
- Metal Gear Rising: Revengeance se déroulant en 2018.

## Chronologie simplifiée des événements

### Avant 1964
Tous les événements géopolitiques réels et fictifs avant 1964 font partie de la chronologie officielle de Metal Gear. Voici la chronologie propre à la série durant cette période :
- 1942 - Début du projet Manhattan. Le grand-père d'Otacon y participe. The Boss crée l'unité Cobra.
- 6 août 1945 - Une bombe atomique éclate sur Hiroshima. Le père d'Otacon, Huey Emmerich, naît le même jour.
- 1947 - The Boss dissout l'unité Cobra.
- Juin 1950 - juillet 1953 - Guerre de Corée. Le futur Naked Snake devient le disciple de The Boss.

### La crise de Groznyj Grad
Metal Gear Solid 3: Snake Eater est le premier titre dans la chronologie de la série Metal Gear.
1962. En plein milieu de la guerre froide, la crise des missiles de Cuba vient d'être désamorcée, un traité secret est signé entre les États-Unis et l'URSS. Ce traité stipule que Nikolai Stephanovich Sokolov, scientifique soviétique et créateur du système « multi-moteurs » des fusées spatiales, qui a fait défection en Amérique, doit retourner à sa patrie en échange du retrait des missiles. Les États-Unis, malgré leur manque d'informations sur les travaux du scientifique, rendent Sokolov aux Soviétiques. Sokolov était en fait le directeur de la conception d'une nouvelle arme de destruction massive, le Shagohod, un tank qui transporte des ogives nucléaires.
Août 1964. La CIA, qui a réalisé la gravité de la situation, déploie l'unité FOX dans la grande base soviétique de Groznyj Grad pour récupérer Sokolov. L'unité FOX envoie un agent en solo pour mener cette mission d'infiltration. C'est ainsi que Jack, nom de code Naked Snake, effectue le premier saut HALO de l'Histoire en destination de la jungle hostile de Tselinoyarsk.

### La péninsule de San Hieronymo
Ces événements sont relatés dans Metal Gear Solid: Portable Ops.

Big Boss est capturé par les révolutionnaires de l'unité FOX, dissoute peu de temps avant par le Major Zero. Ce dernier est tenu pour responsable et arrêté. Big Boss détruit le premier Metal Gear, épaulé par Roy Campbell, béret vert à l'époque, et aussi grâce aux rebelles soviétiques. On découvre que Sokolov est vivant et le jeune Frank Jaeger, futur Gray Fox.

### «Les Enfants Terribles»
Projet lancé en 1972 et ayant pour but de cloner Big Boss, considéré comme le meilleur soldat du monde à l'époque, pour obtenir des soldats parfaits. Les scientifiques ont ainsi pu obtenir après recherches les gènes caractérisants le soldat parfait. Un embryon de l'assistante japonaise du Dr. Clark a été fécondé avec l'ADN de Big Boss et transférés dans l'utérus d'EVA, un autre membre des Patriotes, qui se porta volontaire pour être la mère porteuse. Après plusieurs essais ratés ils réussissent enfin, huit clones ont été faits et seuls trois ont survécu officiellement : Solid Snake, Liquid Snake et Solidus Snake (Liquid parle de huit cellules-œufs créés en tout et deux qui ont survécu, car il ne connaissait pas l'existence de Solidus. Il est aussi théoriquement possible que sur les cinq autres cellules, d'autres aient survécu). Solid ayant hérité des gènes dominants et donc supérieurs, Liquid des gènes récessifs et donc inférieurs, on apprend en réalité par la suite que c'est exactement l'inverse qui s'est produit, les deux Snake ayant été manipulés par les Patriotes, mais Liquid et Solid ne possèderaient pas le même code génétique que Big Boss ; et Solidus serait le clone parfait de Big Boss. Liquid mourra par l'action du virus FoxDie et Solidus mourut après avoir combattu son « fils », Raiden.
Ce projet s'appelle « Les Enfants Terribles », à la mémoire de Jean Cocteau qui a écrit un roman du même titre. C'est une des raisons qui expliquent que les personnages prononcent « les enfants terribles » en français dans la version originale.

### La révolte de Outer Heaven (1995)
Ces événements sont relatés dans Metal Gear.
L'unité Fox Hound est chargée d'infiltrer Outer Heaven, une forteresse située en Afrique du Sud, construite apparemment par des mercenaires. Big Boss, alors chef de Fox Hound, envoie Gray Fox sur le terrain. Celui-ci, avant de se faire capturer, laisse filtrer deux mots : « Metal Gear ».
Pensant qu'il s'agit d'une réelle menace, Fox Hound n'a d'autre choix que d'envoyer un « bleu », de nom de code Solid Snake, sur le terrain mais découvre que son ennemi n'est autre que son mentor : Big Boss.

### L'insurrection de Zanzibar Land (1999)
Ces événements sont relatés dans Metal Gear 2: Solid Snake.
Les événements de Metal Gear 2 surgissent dans un contexte très particulier : les ressources en pétrole s'amenuisent et s'ensuit une véritable crise mondiale. Dans ce contexte, une nouvelle nation militaire, Zanzibar Land, est née en Asie centrale et compte bien donner aux soldats la reconnaissance et le respect qu'ils n'ont jamais eu. Profitant de la crise générale, les dirigeants de Zanzibar Land enlèvent un scientifique, Kio Marv, féru de jeux vidéo et ayant découvert par erreur le prototype OILIX, qui pourrait permettre de sortir de la crise énergétique. Solid Snake est rappelé par le colonel Roy Campbell, désormais chef de Fox Hound, pour une nouvelle mission : infiltrer Zanzibar Land, retrouver le scientifique et récupérer les données de l'OILIX.

### L'incident de l'île Shadow Moses (2005)
Ces événements sont relatés dans Metal Gear Solid.
Solid Snake est rappelé une nouvelle fois au service par Roy Campbell pour affronter son ancienne unité, Fox Hound. Celle-ci a pris le contrôle d'un site de recyclage d'armes nucléaire en Alaska et menace de lancer un missile nucléaire sur les États-Unis. Tout n'est pas si simple et Snake découvrira qu'en fait, d'une part Fox Hound l'a manipulé depuis le début afin de voler le prototype secret Metal Gear Rex, développé dans la base souterraine cachée sous le site, d'autre part Jim Houseman, le secrétaire à la Défense, l'a utilisé comme porteur du virus FoxDie pour tuer les leaders de Fox Hound et mettre fin à la rébellion.

### Le naufrage du Tanker (2007)
Ces événements sont relatés dans le premier chapitre de Metal Gear Solid 2: Sons of Liberty.
Solid Snake travaille pour l'organisation Philanthropy qui lutte contre les Metal Gear à travers le monde. Il est secondé par Otacon au moyen du codec, pour infiltrer un tanker afin prendre des photographies d'un nouveau Metal Gear baptisé « Ray ».
Une mission qui coûte officiellement la vie à Solid Snake et qui ternit aussi l'image de Philanthropy.

### L'assaut de la Big Shell (2009)
Ces événements surviennent dans le deuxième chapitre de Metal Gear Solid 2: Sons of Liberty.
Le joueur contrôle un « bleu » du nom de Raiden, dont la mission est d'infiltrer la « Big Shell » (« Grande Coquille » en français) contrôlée par des terroristes surnommés « Sons of Liberty » (en français, « Fils de la Liberté »), et dont le chef serait Solid Snake, officiellement mort deux ans plus tôt ! Mais on découvre que c'est Solidus Snake, le leader des « Sons of Liberty ». Raiden découvrira par la suite que Solidus est l'ancien président des États-Unis, qui était au pouvoir lors de la crise de Shadow Moses, et directement responsable du développement du Metal Gear Rex.
Raiden sera secondé par le « colonel », Rose (sa petite amie), et un certain Pliskin, qui s'avèrera être le véritable Solid Snake.

### L'insurrection d'Outer Heaven (2014)
Ces événements surviennent dans Metal Gear Solid 4: Guns of the Patriots.
Après les événements de Metal Gear Solid 2, les interventions militaires des États-Unis se sont fortement réduites à l'extérieur, favorisant l'émergence des sociétés militaires privés.
L'attention de l'ONU est attirée par la société Outer Haven, qui dirige les cinq plus grandes SMP au monde. Cette société est dirigée par Liquid Ocelot, qui compte utiliser ses troupes pour conquérir le monde.
Roy Campbell trouve Solid Snake, condamné à court terme, car atteint du syndrome de Werner, afin que ce dernier aille tuer son frère avant que celui-ci ne commette l'irréparable. Snake accepte et part pour le Moyen-Orient vivre sa dernière mission…

### L'affaire Desperado Enforcement LLC. (2018)
Ces événements surviennent dans Metal Gear Rising: Revengeance.
La chute des Patriotes en 2014 devait entrainer l'arrêt de l'économie de guerre. Si les principales SMP autrefois contrôlées par les Patriotes ont effectivement été dissoutes, de nombreuses autres sociétés subsistent ou sont nées. Pire encore, toutes les technologies très avancées tenues secrètes par les Patriotes ont été rendues publiques, immédiatement réutilisées et surtout améliorées à une vitesse sidérante. En effet, la plupart des technologies secrètes des Patriotes avaient déjà atteint un stade permettant la production de masse à moindre frais et l'évolution constante des performances.
C'est le cas des technologies cyborgs, qui ont alors déferlés sur le monde et chamboulés les domaines de la médecine et de la guerre.
En 2018, Raiden fait partie d'une SMP à but pacifique nommée Maverick Security Consulting, Inc., fondée par Boris, un ancien agent de la Paradise Lost Army.
Lors d'une mission de protection en Afrique, Raiden et le cortège présidentiel sont attaqués par les membres d'une SMP concurrente, Desperado Enforcement LLC. Les choses tournent mal et N'mani, le président sous protection, est tué. Raiden lui est grièvement blessé par un cyborg inconnu.
Trois semaines plus tard, remit sur pied et bénéficiant d'un nouveau corps cyborg encore plus puissant, Raiden est envoyé par Boris en Abkhazie pour une mission de sauvetage en pleine guerre civile. Des événements qui semblent étrangement liés aux activités de Desperado…

## Personnages
Certains personnages ont plusieurs noms, ou nom de code, cette liste les récapitule tous par ordre alphabétique, en privilégiant le nom sur le prénom quand il y en a un.
| - Richard Ames - Donald Anderson / Sigint - Kenneth Baker - Big Boss - The Boss - Roy Campbell - Decoy Octopus - Scott Dolph - Emma Emmerich - Eva - The End - Fatman - The Fear - Fortune - The Fury - Aleksandr Leonovitch Granin | - Gray Fox - Olga Gurlukovich - Sergei Gurlukovich - Jim Houseman - Naomi Hunter - James Johnson - Mei Ling - Liquid Snake - Master Miller - Otacon - The Pain - Para-Medic - Psycho Mantis - Raiden - Ivan Raidenovitch Raikov | - Revolver Ocelot - Nastasha Romanenko - Rosemary - Johnny Sasaki - Sniper Wolf - Meryl Silverburgh - Solid Snake - Solidus Snake - Nikolai Stephanovich Sokolov - The Sorrow - Peter Stillman - Vamp - Yevgeny Borisovitch Volgin - Vulcan Raven - Major Zero |

## Organisations

### Réelles
- Armée populaire de libération
- CIA
- CID
- DARPA
- FBI
- Front sandiniste de libération nationale
- GRU
- KGB
- NSA
- Navy SEAL
- SAS
- StB
- Special Forces
- US Marine Corps
- US Navy

### Fictives
- Beauty and the Beast Corps
- Dead Cell
- Unité FOX et FOXHOUND
- Philosophes et Patriotes
- Unité Cobra
- Unité Ocelot
- Unité XOF
- Militaires Sans Frontières
- Diamond Dogs
- Outer Heaven
- Zanzibar Land

## Termes propres à l'univers Metal Gear
- Metal Gear : robot bipède capable de lancer une ogive nucléaire. Il en existe plusieurs versions : le Metal Gear RAXA, le Metal Gear Peace Walker, le Metal Gear ZEKE, Sahelanthropus, Metal Gear TX-55, le Metal Gear D, le Metal Gear REX, le Metal Gear RAY, le Gekkō et enfin le Metal Gear Mk.II.
- Close Quarters Combat (CQC) : technique de combat rapproché développée par The Boss et Big Boss. Le terme désigne également l'ensemble des techniques et doctrines visant l'engagement et le combat en milieu clos (tel le combat urbain). Les techniques existent réellement et sont enseignées dans divers corps de combats, sous différentes appellations. Elle désigne notamment une technique de combat au corps à corps qui vise à une efficacité maximale, utilisant tous les moyens possibles pour arriver à mettre hors de combat un adversaire. C'est pourquoi on ne peut pas parler de sport de combat, mais d'art martial.

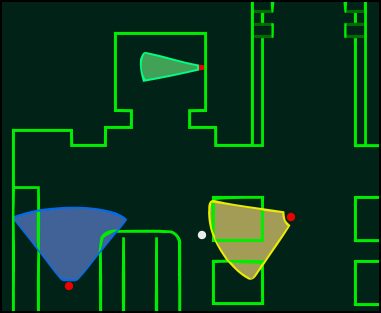
Affichage d'un lieu avec le radar Soliton.

- Codec : appareil de communication basé sur les nanotechnologies inventé par Mei Ling. Il permet au personnage principal de discuter avec les autres protagonistes, notamment les membres de l'équipe de soutien. Élément indissociable de la série, il est présent depuis le premier opus en 1987 (où il est connu sous le terme de « transcepteur »). L'écran dédié affiche le portrait du héros et de son interlocuteur, la fréquence de communication et une retranscription écrite des dialogues. Si certaines transmissions sont automatiques et permettent le déroulement de l'intrigue, d'autres peuvent à tout moment être créées par le joueur afin d'obtenir des indices sur les objectifs à réaliser ou des informations complémentaires sur l'équipement, les lieux, les ennemis, etc. Suivant l'interlocuteur et la situation, les dialogues peuvent être plus ou moins cocasses, avec des anecdotes, des proverbes, des traits d'humour…
- FoxDie : type de rétrovirus injecté, à son insu, au soldat en mission afin de transmettre la mort à des cibles précises. Le soldat à qui l'on a inoculé FoxDie ne doit pas en sortir vivant. Dans Metal Gear Solid, Snake se retrouve, malgré lui, avec ce virus FoxDie dans le corps, à cause du docteur Naomi Hunter qui lui a inoculé.
- Plan S3 : dans Metal Gear Solid 2: Sons of Liberty, Solidus Snake avouera à Raiden, Snake, Fortune et Olga que l'acronyme S3 signifie « simulation de Solid Snake ». Mais Revolver Ocelot leur révèle la véritable signification, à savoir « simulation pour la santé mentale de la société ».
- Radar Soliton : technologie radar inventé par Mei Ling. Il affiche la position et le champ de vision des soldats ennemis dans le coin supérieur droit de l'écran. Il peut être rendu inactif aux moyens d'un brouillage électromagnétique. Le procédé apparaît dès le second épisode de la série en 1990 (sous une autre appellation). Historiquement, il a tendance à « flancher » facilement une fois le personnage repéré.
- Soldat génome : membres de Fox Hound ayant reçu le patrimoine génétique de Big Boss.

## Compilations
- 2007 - Le coffret Metal Gear 20th anniversary Metal Gear Solid Collection vendu uniquement au Japon[5] ;
- 2008 - Metal Gear Solid: The Essential Collection est une compilation regroupant les trois premiers Metal Gear Solid sur PS2 ;
- 2012 - Metal Gear Solid: HD Collection est une compilation regroupant MGS 2, MGS 3 et Peace Walker sur PS3 et Xbox 360. Celle sur PlayStation Vita ne regroupe que les deux premiers titres ;
- 2012 - Le coffret Metal Gear 25th anniversary Metal Gear Solid Collection limité à 2500 exemplaires, uniquement au Japon ;
- 2013 - Metal Gear Solid: The Legacy Collection est une compilation qui comprend les titres de Metal Gear Solid: HD Collection plus Metal Gear Solid et son add-on Metal Gear Solid : Missions spéciales ainsi que Metal Gear Solid 4[6].
- 2016 - Metal Gear Solid V: The Definitive Experience regroupant Metal Gear Solid V: The Phantom Pain, Metal Gear Solid V: Ground Zeroes et tout leur DLC
- 2023 - Metal Gear Solid: Master Collection Vol.1 regroupant Metal Gear Solid, Metal Gear Solid 2: Sons of Liberty et Metal Gear Solid 3: Snake Eater ainsi que tout leur addon et Metal Gear et Metal Gear 2: Solid Snake

## Cinématographie de la série
Hideo Kojima a toujours souhaité allier jeu vidéo et mise en scène cinématographique dans les jeux Metal Gear, mais il aura dû attendre de pouvoir exploiter la puissance technique de la PlayStation pour se lancer dans cette démarche. Ainsi, il fera le choix d'utiliser le moteur 3D du jeu Metal Gear Solid au lieu d'utiliser des cinématiques, pratique courante sur les jeux de la plate-forme. À mesure que les consoles lui offriront plus de puissance, Kojima continuera à travailler sur la mise en scène, avec l'aide de Ryūhei Kitamura pour la réédition de MGS sur GameCube ou de Harry Gregson-Williams pour les titres depuis MGS 2.

## Adaptation cinématographique
Un projet cinématographique américano-japonais tiré du célèbre jeu vidéo éponyme fut initialement prévu. L'action devait se dérouler essentiellement en Alaska, conformément à la trame du troisième opus de la série ; à savoir Metal Gear Solid (1998). Toutefois, la production de ce film fut annulée. Bien avant que l'annulation du film ne soit annoncée, beaucoup de rumeurs ont circulé concernant le casting de cette œuvre cinématographique. Toutefois, des sources sûres (à l'époque) donnaient Kurt Wimmer aux commandes du film en tant que réalisateur, avec Kurt Russell comme acteur principal dans la peau de l'agent Solid Snake. La distribution du film devait être réalisée par Columbia Pictures.[réf. nécessaire]

### Évolution de l'actualité du film
Lors de l'E3 de 2006 se déroulant à Los Angeles, Kojima annonce son souhait de réaliser un film basé sur l'histoire de Metal Gear Solid. Il annonce également, par l'intermédiaire d'une brochure distribuée par Konami, que le film sera produit en anglais.
Entretemps, Hideo Kojima refusera catégoriquement que Uwe Boll réalise le film.
Le 8 février 2009, c'est au tour de Sony Pictures Entertainment de se révéler comme étant le studio de développement du film. Cette information sera d'ailleurs confirmée par la suite par Michael De Luca. Hideo Kojima devait être le producteur exécutif.
Le 12 janvier 2010, De Luca annonce à la presse que le projet du film est dans l'impasse et que le projet est donc annulé : « Je ne pense pas que le projet avancera car il n'y a pas la même volonté de faire ce film chez tous les partis concernés. Et je le comprends tout à fait car le problème avec beaucoup de ces adaptations est qu'il s'agit d'énormes licences pour les sociétés de jeux vidéo, auxquels un film ne peut faire que du mal. C'est vrai : si le film est génial, vous n'allez probablement plus vendre de jeux. […] De plus, les sociétés de jeux vidéo sont très protectrices avec leurs franchises mais il y a aussi certaines libertés qu'un studio doit avoir pour distribuer et vendre un film dans le monde et, parfois, faire coïncider ces deux impératifs est vraiment difficile. Dans le cas de Metal Gear Solid, il était simplement impossible d'y parvenir ».
À l'occasion des 25 ans de la série, Hideo Kojima a confirmé qu'un film Metal Gear était en préparation.

## Produits dérivés
Comic Book & Digital Graphic Novel
Metal Gear Solid: Official Comic Book est une adaptation de Metal Gear Solid en comic book. Dessiné par Ashley Wood et publié par IDW Publishing, le premier numéro est sorti en septembre 2004. Il est traduit en France par Soleil Productions. Metal Gear Solid: Digital Graphic Novel, sorti en 2006, est une adaptation du comic sur la console PlayStation Portable.
Metal Gear Drama
Metal Gear Drama est un feuilleton radiophonique, découpé en 18 sessions hebdomadaires, diffusé en 1998 et 1999 au Japon dans le cadre du programme radio « club DB » de Konami. Réalisé par Shuyo Murata, le feuilleton fait suite à Metal Gear Solid, mais les événements abordés sont considérés parallèles à la série, mettant surtout en lumière la personnalité des personnages. Le feuilleton est divisé en trois épisodes : la mission de Meryl Silverburgh en république de Basra et ses retrouvailles avec Solid Snake et Roy Campbell ; la mission de Mei Ling et Snake dans la République du San Chago ; et la mission de sauvetage de Roy Campbell, fait prisonnier en République d'Esteria. Quelques personnages inédits font leur apparition. Une compilation CD du feuilleton, Metal Gear Drama CD, fut éditée en deux volumes en 2001 au Japon.
The Document of Metal Gear Solid 2
The Document of Metal Gear Solid 2 est un documentaire interactif sur la création de Metal Gear Solid 2: Sons of Liberty, commercialisé en 2002 au Japon et aux États-Unis. Il est inclus la même année dans la version PlayStation 2 européenne de Metal Gear Solid 2: Substance.
Metal Gear Saga
Metal Gear Saga est une collection de documentaires en deux volumes sur DVD. Le premier volume fut proposé en édition limitée en 2006 en Amérique du Nord dans le cadre d'une campagne de réservation de Metal Gear Solid 3: Subsistence. D'une durée de 30 minutes, il relate l'histoire de la série (les cinq premiers épisodes), contient une interview d'Hideo Kojima et quelques informations sur Metal Gear Solid 4: Guns of the Patriots. Le second volume est proposé en 2008 en Amérique du Nord dans le cadre d'une campagne de pré-commande de la version collector de Metal Gear Solid 4: Guns of the Patriots. D'une durée de 25 minutes, le film est centré sur les personnages de Big Boss, Liquid, Solidus et Solid Snake. Il contient toutes les bandes-annonces du quatrième épisode jusqu'au TGS 2007.
Metal Gear Solid 4 Database
Metal Gear Solid 4 Database est une base de données interactive sur l'univers de la série Metal Gear. Proposé gratuitement en téléchargement (77 MB) au format PlayStation 3, le programme est disponible depuis le 19 juin 2008 au Japon et aux États-Unis et le 26 juin 2008 en Europe. Les archives couvrent sept des épisodes principaux de la série, de Metal Gear à Metal Gear Solid 4: Guns of the Patriots. Metal Gear Solid: Peace Walker, Metal Gear Solid V: Ground Zeroes, Metal Gear Solid V: The Phantom Pain et Metal Gear Rising: Revengeance ne sont pas pris en compte dans la base de données car ils sont sortis ultérieurement. Les données se divisent en trois parties : l'encyclopédie (plus de 550 entrées réparties entre les personnages, les organismes, la science, l'armée, les événements historiques, les lieux et divers), le schéma relationnel entre les personnages et la chronologie complète de l'histoire. Cela dit, en Europe, Sony a pour des raisons inconnues retiré ladite « Database » de son catalogue en ligne, PlayStation Network, lorsque l'on y accède depuis sa PlayStation 3. Il est toutefois toujours possible de l'obtenir gratuitement sur la version Internet de PlayStation Network.

## Apparitions extérieures
- L'univers de Metal Gear (et plus précisément celui de Guns of the Patriots) est présent dans plusieurs packs téléchargeables du jeu Little Big Planet. Le premier contient quatre personnages jouables : Solid Snake, Raiden, Meryl Silverburgh et Screaming Mantis, et le second contient 72 autocollants, 12 matériaux, 10 décorations et 18 objets à utiliser pour l'éditeur de niveau ainsi que six nouveaux niveaux.
- Dans le jeu Super Smash Bros. Brawl sur Wii, on retrouve le personnage de Solid Snake, un personnage d'aide Gray Fox, une carte Shadow Moses ainsi que plusieurs trophées et musiques de Metal Gear.
- Dans Assassin's Creed Brotherhood, la tenue de Raiden (version Guns of the Patriots) est disponible une fois terminées toutes les missions d'entraînement VR avec au moins la médaille de bronze.
- Un des trailers de Front Mission Evolved datant de 2010 faisait un clin d'œil à la série.
- Dans Saints Row IV, il y a une mission d'infiltration dans une base secrète : il y a une partie où le joueur se cache dans un carton, et on combat son jumeau maléfique à la fin de cette mission.
- Dans Snatcher, jeu vidéo aussi créé par Kojima, le protagoniste est accompagné par une unité Metal Gear miniature. Cette unité refait son apparition sous le nom de Metal Gear Mk.II dans Guns of the Patriots au côté de Solid Snake.

### Sites officiels
- (langue non reconnue : je + en) Metal Gear
- (langue non reconnue : je + en) Konami